# قمام
شهرک قمام، روستایی از توابع بخش مرکزی شهرستان سنقروکلیایی در استان کرمانشاه [ق[ایران]] است.

## جمعیت
این روستا [روستای قمام قدیم] در دهستان گاورود قرار دارد و بر اساس سرشماری مرکز آمار ایران در سال ۱۳۸۵، جمعیت قمام قدیم ۲۴۵ نفر (۶۴ خانوار) بوده‌ است.